# Manly Vale
Manly Vale – geograficzna nazwa dzielnicy (przedmieścia), położonej na terenie samorządu lokalnego Warringah, wchodzącej w skład aglomeracji Sydney, w stanie Nowa Południowa Walia, w Australii.